# Premis Pulitzer de 1941
Els següents són els Premis Pulitzer de 1941.

## Premis de periodisme
- Servei Públic:
  - St. Louis Post-Dispatch per la seva exitosa campanya contra les molèsties causades pel fum en la ciutat.[1]
- Informació:
  - Westbrook Pegler, del New York World-Telegram, pels seus articles sobre els escàndols a les files dels treballadors organitzats, que van conduir al descobriment i condemna de George Scalise, un estafador laboral.
- Corresponsalia:
  - En lloc d'un Premi Pulitzer individual per a la corresponsalia a l'estranger, els fideïcomissaris van aprovar la recomanació del Consell Assessor que es dissenyés i executés una placa o pergamí de bronze per reconèixer i simbolitzar els serveis públics i els èxits individuals dels reporters de notícies nord-americans a les zones de guerra d'Europa, Àsia i Àfrica des del començament de la present guerra.
- Redacció Editorial:
  - Reuben Maury del New York Daily News per la seva distingida redacció editorial durant l'any.[2]

- Caricatura Editorial:

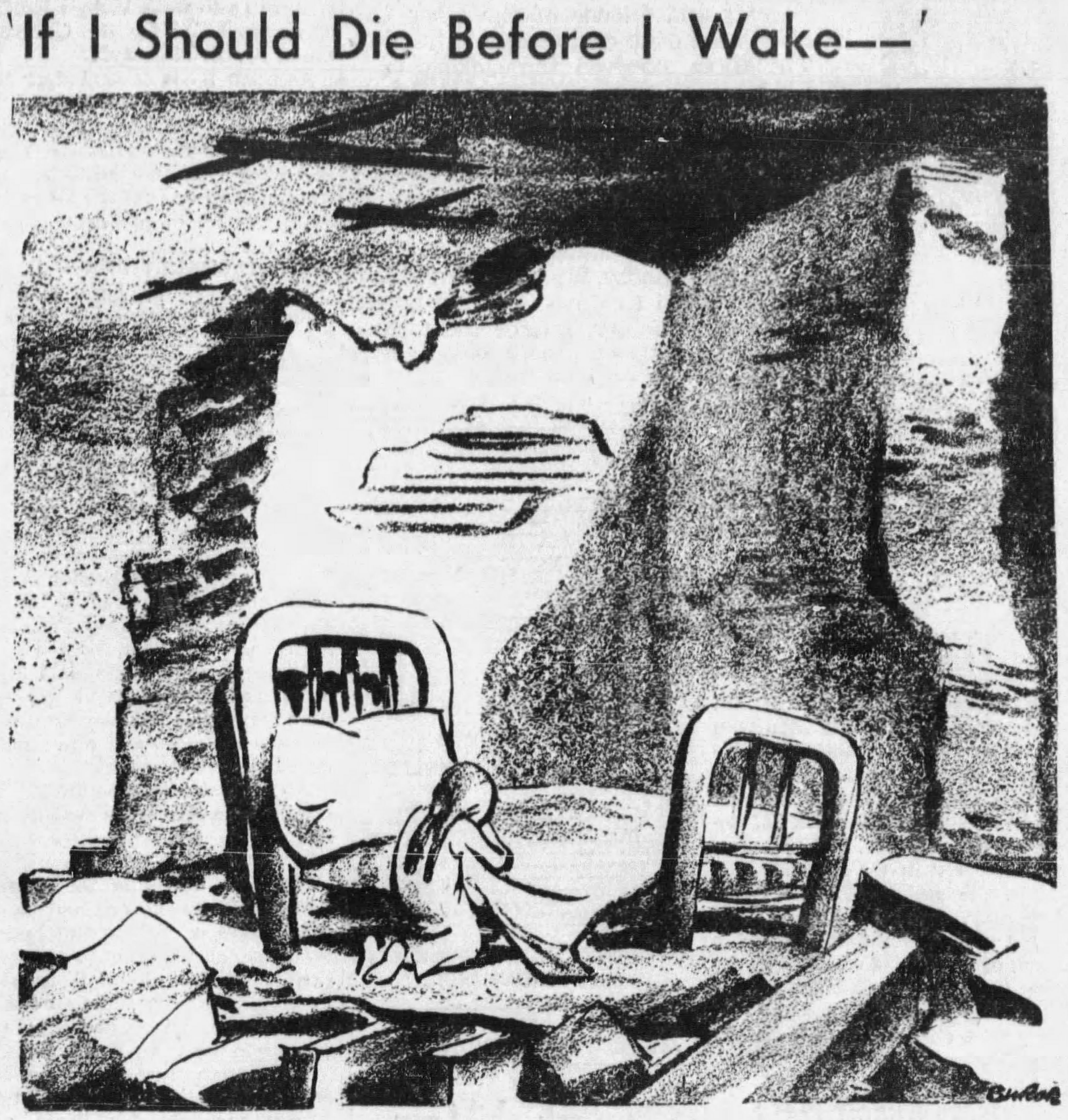
"If I Should Die Before I Wake", la Caricatura Editorial premiada

  - Jacob Burck del Chicago Daily Times per "If I Should Die Before I Wake".
- Citació Especial:
  - The New York Times pel valor educatiu públic del seu informe de notícies estrangeres, exemplificat pel seu abast, per l'excel·lència de la redacció i la presentació, i la informació de fons complementària, la il·lustració i la interpretació.

## Premis de lletres i drama
- Novel·la:
  - No es va concedir cap premi.
- Drama:
  - There Shall Be No Night (No hi haurà nit) de Robert E. Sherwood (Scribner).
- Història:
  - The Atlantic Migration,1607-1860 (La migració atlàntica, 1607-1860) de Marcus Lee Hansen (Harvard Univ. Press).
- Biografia o autobiografia:
  - Jonathan Edwards d'Ola Elizabeth Winslow (Macmilllan).
- Poesia:
  - Sunderland Capture de Leonard Bacon (Harper).